# Новиков, Георгий Матвеевич
Гео́ргий Матве́евич Но́виков (16 апреля 1898, с. Русские Норваши, Цивильский уезд, Казанская губерния — 25 декабря 1976, Москва) — советский врач, хирург, доктор медицинских наук (1936), профессор (1938), генерал-майор медицинской службы. Ученик А. В. Вишневского. Главный хирург Комитета государственной безопасности при Совете Министров СССР.

## Биография
Родился 16 апреля 1898 года в селе Русские Норваши, Цивильский уезд, Казанская губерния, Российская империя.
В 1925 году окончил медицинского факультета Казанского университета, получив диплом, работал хирургом и судмедэкспертом в Цивильском уезде.
C 1927 по 1930 год учился в клинической ординатуре по хирургии при хирургической клинике имени А. В. Вишневского Казананского университета. Окончив ординатуру, остался в клинике ассистентом.
В 1936 году успешно защитил докторскую диссертацию. В том же году назначен заведующим кафедрой топографической анатомии и оперативной хирургии. В 1938 году избран профессором и стал заведующим клиникой общей хирургии Казанского государственного медицинского института. Одновременно возглавлял клинику неотложной и военно-полевой хирургии Казанского государственного института для усовершенствования врачей (ГИДУВ).
В 1940 году переехал в Москву, где был назначен заместителем начальника санитарного отдела Народного комиссариата внутренних дел СССР и главным хирургом его центральной поликлиники.
До 1970 года Новиков работал заведующим кафедрой госпитальной хирургии педиатрического факультета Второго Московского медицинского института до 1970 года. При этом оставался главным хирургом Комитета государственной безопасности при Совете Министров СССР.
Георгий Новиков написал 50 научных трудов, 2 монографии, в том числе работы по патогенезу и лечению трофических язв, местному обезболиванию.
Награждён Орденами Отечественной войны I степени и Трудового Красного Знамени.
Умер 25 декабря 1976 года в Москве.

## Награды и звания
- Орден Отечественной войны I степени
- Орден Трудового Красного Знамени
- Профессор